# 梁晋才
梁晋才（1927年12月17日—2023年1月17日） ，广东南海人，生于北京，航天自动控制专家，中国工程院院士。

## 履历
- 1950年，于北京大学工学院毕业。
- 1957年，进入原苏联莫斯科包曼工学院，攻读自动控制。
- 1961年，于科包曼工学院获得副博士学位。
- 1997年，当选中国工程院院士。